# Florence Grivel
Pour les articles homonymes, voir Grivel.
 (décembre 2021).
Si vous disposez d'ouvrages ou d'articles de référence ou si vous connaissez des sites web de qualité traitant du thème abordé ici, merci de compléter l'article en donnant les références utiles à sa vérifiabilité et en les liant à la section « Notes et références ».
Florence Grivel, née le 6 octobre 1969 à Lausanne, est une historienne de l'art, journaliste, écrivaine, scénariste et performeuse suisse.

## Biographie
Historienne de l'art, Florence Grivel a enseigné à l’École des Arts appliqués de Vevey et à l’École cantonale d’art de Lausanne (ECAL), avant d’être journaliste. Elle est également autrice de scénarios de cinéma, de textes pour la scène, de nouvelles et de chroniques, et de recettes de cuisine.

## Émissions de télévision
- 2011-2012 : La puce à l'oreille, RTS Un

## Émissions de radio
- 2007-2009 : Dare Dare, RTS Espace 2
- 2009- : Les matinales d'Espace 2, RTS Espace 2

## Publications

### Catalogues, monographies
- Jean-Paul Felley, Florence Grivel, Olivier Kaeser et Marianne Müller, Buenos dias : une exposition comme expédition, Genève, Attitudes, 2006
- Philippe Pirotte et Florence Grivel, Stéphane Zaech : Loyola, Sulgen, Niggli Verlag, coll. « Collection art&fiction », 2009 (ISBN 978-3-7212-0697-5)
- Philippe Lespinasse, Florence Grivel et Monika Jagfeld, François Burland : Space cowboy, Sulgen, Niggli Verlag, coll. « Collection art&fiction », 2009 (ISBN 978-3-7212-0711-8)

### Récits, nouvelles, livres d'artistes
- Florence Grivel et Céline Masson, Pulp !, Lausanne, art&fiction, coll. « Pacific », 2007, 64 p. (ISBN 978-2-940377-09-1)
- Florence Grivel et Anne Crausaz, Fastfridge, Vevey, Castagniééé, 2009
- Florence Grivel et Céline Masson, Marcelle, liste sélective de performances domestiques, Lausanne, art&fiction, 2011
- Florence Grivel, Conquistador, Lausanne, Bangkok, BSN Press, coll. « fictio », 2013 (ISBN 978-2-940516-02-5)
- Florence Grivel et Julien Burri, Ice & Cream, Lausanne, art&fiction, coll. « So/So », 2014, 21 p. (ISBN 978-2-940377-85-5)
- Florence Grivel, Sfumato : Je n'ai jamais vu la Joconde en vrai, Lausanne, art&fiction, coll. « ShushLarry », 2021, 92 p. (ISBN 978-2-88964-012-6)[2]

## Scénarios, textes pour la scène
- La moto de ma mère, moyen métrage de Séverine Cornamusaz, 2003
- Marcelle, un spectacle de Céline Masson, 2011
- Tour de Chambre, autoportrait chantant, 2012